# Список наград и номинаций фильма «Эвита»
«Эвита» (англ. Evita) — американский музыкально-драматический фильм 1996 года, сюжет которого основан на одноимённом мюзикле Тима Райса и Эндрю Ллойда Уэббера, рассказывающем биографию первой леди Аргентины, Эве Перон. Режиссёром картины выступил Алан Паркер; сценарий был написан Паркером в сотрудничестве с Оливером Стоуном. Главные роли исполнили Мадонна, Антонио Бандерас и Джонатан Прайс. Райс и Уэббер написали музыку к фильму, а Дариус Хонджи отвечал за операторскую работу. Винсент Патерсон выступил в качестве хореографа картины, а Джерри Хэмблинг занимался монтажом. Пенни Роуз создала костюмы для «Эвиты» и Брайан Моррис был художником-декоратором.
Фильм вышел в широкий прокат 25 декабря 1996 года. Мировые кассовые сборы составили 141 миллион долларов (что эквивалентно 220 миллионам долларов в 2017 году) при бюджете в 56 миллионов долларов (что эквивалентно равно 87 миллионам долларов в 2017 году). На сайте Rotten Tomatoes картина имеет рейтинг одобрения критиков 62%, основанный на 37 полученных рецензиях. Фильм «Эвита» завоевал несколько наград и номинаций на различных кинопремиях; особое признание получили Мадонна, Паркер, Райс, Уэббер и композиция из картины, «You Must Love Me».
На 69-й церемонии вручения «Оскар» фильм «Эвита» был представлен в пяти категориях, из которых одержал победу только в одной — «Лучшая песня к фильму» за композицию «You Must Love Me» (авторы музыки и слов: Райс и Уэббер). Трек также победил в номинации «Лучшая песня» на 54-й церемонии вручения «Золотого глобуса», а сама картина была представлена в четырёх категориях, из которых одержала победу в «Лучший фильм — комедия или мюзикл» (Паркер и Роберт Стигвуд) и «Лучшая женская роль — комедия или мюзикл» (Мадонна). Мадонна также установила мировой рекорд Гиннесса в категории «Наибольшее количество смен костюмов». За весь фильм актриса сменила 85 костюмов, включая 39 шляп, 45 пар обуви, 56 пар серёг и 42 стиля причёсок. На 50-й церемонии вручения BAFTA «Эвита» получила восемь номинаций, но не выиграла ни в одной из них. За режиссуру картины Паркер был награждён Серебряной европейской лентой, вручаемой на ежегодной премии «Серебряная лента». В 1996 году Национальный совет кинокритиков США поместил «Эвиту» на четвёртую позицию в списке «Десять лучших фильмов года». Лента также получила награду «Лучший фильм» на 1-й церемонии вручения премии «Спутник».

## Награды и номинации
| Премия                                        | Дата вручения   | Категория                                              | Номинанты и получатели                                            | Результат | И.            |
| --------------------------------------------- | --------------- | ------------------------------------------------------ | ----------------------------------------------------------------- | --------- | ------------- |
| Оскар                                         | 24 марта 1997   | Лучшая работа художника-постановщика                   | Брайан Моррис, Филипп Тюрлюр                                      | Номинация | [ 5 ] [ 6 ]   |
| Оскар                                         | 24 марта 1997   | Лучшая операторская работа                             | Дариус Хонджи                                                     | Номинация | [ 5 ] [ 6 ]   |
| Оскар                                         | 24 марта 1997   | Лучший монтаж                                          | Джерри Хэмблинг                                                   | Номинация | [ 5 ] [ 6 ]   |
| Оскар                                         | 24 марта 1997   | Лучшая песня к фильму                                  | «You Must Love Me» (Эндрю Ллойд Уэббер, Тим Райс)                 | Победа    | [ 5 ] [ 6 ]   |
| Оскар                                         | 24 марта 1997   | Лучший звук                                            | Энди Нельсон, Анна Бельмер, Кен Уэстон                            | Номинация | [ 5 ] [ 6 ]   |
| Американская ассоциация монтажёров            | 15 марта 1997   | Лучший монтаж полнометражного фильма                   | Джерри Хэмблинг                                                   | Номинация | [ 7 ] [ 8 ]   |
| Американский институт киноискусства: 100 лет… | 2004            | 100 лучших песен                                       | «Don’t Cry for Me Argentina» (Эндрю Ллойд Уэббер, Тим Райс)       | Номинация | [ 9 ]         |
| Американский институт киноискусства: 100 лет… | 2006            | 100 лучших фильмов-мюзиклов                            | «Эвита»                                                           | Номинация | [ 10 ]        |
| American Music Awards                         | 26 января 1998  | Любимый саундтрек                                      | Evita                                                             | Номинация | [ 11 ]        |
| Американское общество кинооператоров          | 27 февраля 1997 | Лучшая операторская работа                             | Дариус Хонджи                                                     | Номинация | [ 12 ]        |
| Блокбастер                                    | 10 марта 1998   | Любимая актриса — драма                                | Мадонна                                                           | Номинация | [ 13 ]        |
| Блокбастер                                    | 10 марта 1998   | Любимая песня из фильма                                | «Don’t Cry for Me Argentina» (Эндрю Ллойд Уэббер, Тим Райс)       | Победа    | [ 13 ]        |
| Блокбастер                                    | 10 марта 1998   | Любимый саундтрек                                      | Evita                                                             | Номинация | [ 13 ]        |
| BAFTA                                         | 29 апреля 1997  | Награда имени Энтони Асквита за лучшую музыку к фильму | Эндрю Ллойд Уэббер, Тим Райс                                      | Номинация | [ 14 ]        |
| BAFTA                                         | 29 апреля 1997  | Лучший адаптированный сценарий                         | Алан Паркер, Оливер Стоун                                         | Номинация | [ 14 ]        |
| BAFTA                                         | 29 апреля 1997  | Лучшая операторская работа                             | Дариус Хонджи                                                     | Номинация | [ 14 ]        |
| BAFTA                                         | 29 апреля 1997  | Лучший дизайн костюмов                                 | Пенни Роуз                                                        | Номинация | [ 14 ]        |
| BAFTA                                         | 29 апреля 1997  | Лучший монтаж                                          | Джерри Хэмблинг                                                   | Номинация | [ 14 ]        |
| BAFTA                                         | 29 апреля 1997  | Лучший грим и причёски                                 | Сара Монзани, Мартин Сэмюэл                                       | Номинация | [ 14 ]        |
| BAFTA                                         | 29 апреля 1997  | Лучшая работа художника-постановщика                   | Брайан Моррис                                                     | Номинация | [ 14 ]        |
| BAFTA                                         | 29 апреля 1997  | Лучший звук                                            | Анна Бельмер, Эдди Джозеф, Энди Нельсон, Кен Уэстон, Найджел Райт | Номинация | [ 14 ]        |
| Британское общество кинематографистов         | 1996            | Лучшая операторская работа                             | Дариус Хонджи                                                     | Номинация | [ 15 ]        |
| Critics’ Choice Movie Awards                  | 20 января 1997  | Лучший фильм                                           | «Эвита»                                                           | Номинация | [ 16 ]        |
| Ассоциация кинокритиков Чикаго                | 10 марта 1997   | Лучшая операторская работа                             | Дариус Хонджи                                                     | Номинация | [ 17 ] [ 18 ] |
| Золотой глобус                                | 19 января 1997  | Лучшая мужская роль — комедия или мюзикл               | Антонио Бандерас                                                  | Номинация | [ 19 ] [ 20 ] |
| Золотой глобус                                | 19 января 1997  | Лучшая женская роль — комедия или мюзикл               | Мадонна                                                           | Победа    | [ 19 ] [ 20 ] |
| Золотой глобус                                | 19 января 1997  | Лучшая режиссёрская работа                             | Алан Паркер                                                       | Номинация | [ 19 ] [ 20 ] |
| Золотой глобус                                | 19 января 1997  | Лучший фильм — комедия или мюзикл                      | «Эвита»                                                           | Победа    | [ 19 ] [ 20 ] |
| Золотой глобус                                | 19 января 1997  | Лучшая песня                                           | «You Must Love Me» (Эндрю Ллойд Уэббер, Тим Райс)                 | Победа    | [ 19 ] [ 20 ] |
| Книга рекордов Гиннесса                       | 1997            | Наибольшее количество смен костюмов (85)               | Мадонна («Эвита»)                                                 | Победа    | [ 21 ]        |
| Серебряная лента                              | 25 января 1997  | Серебряная европейская лента                           | Алан Паркер                                                       | Победа    | [ 22 ]        |
| Серебряная лента                              | 25 января 1997  | Лучший зарубежный режиссёр                             | Алан Паркер                                                       | Номинация | [ 22 ]        |
| Ассоциация кинокритиков Лос-Анджелеса         | 16 декабря 1996 | Лучшая работа художника-постановщика                   | Брайан Моррис                                                     | Победа    | [ 23 ] [ 24 ] |
| MTV Movie Awards                              | 10 июня 1997    | Лучшая женская роль                                    | Мадонна                                                           | Номинация | [ 25 ]        |
| MTV Movie Awards                              | 10 июня 1997    | Лучшая песня                                           | «Don’t Cry for Me Argentina» (Эндрю Ллойд Уэббер, Тим Райс)       | Номинация | [ 25 ]        |
| Национальный совет кинокритиков США           | 9 февраля 1997  | Десять лучших фильмов 1996 года                        | «Эвита»                                                           | 4-е место | [ 26 ]        |
| Спутник                                       | 15 января 1997  | Лучший фильм                                           | «Эвита»                                                           | Победа    | [ 27 ]        |
| Спутник                                       | 15 января 1997  | Лучшая песня                                           | «You Must Love Me» (Эндрю Ллойд Уэббер, Тим Райс)                 | Победа    | [ 27 ]        |
| Спутник                                       | 15 января 1997  | Лучший дизайн костюмов                                 | Пенни Роуз                                                        | Победа    | [ 27 ]        |
| Спутник                                       | 15 января 1997  | Лучшая операторская работа                             | Дариус Хонджи                                                     | Номинация | [ 27 ]        |
| Спутник                                       | 15 января 1997  | Лучшая работа художника-постановщика                   | Брайан Моррис                                                     | Номинация | [ 27 ]        |